# KA – Korrespondenz Abwasser, Abfall
Die KA – Korrespondenz Abwasser, Abfall ist das monatliche Organ der DWA und des Güteschutz Kanalbau e. V. Der redaktionelle Schwerpunkt liegt auf den Entwässerungssystemen, der Behandlung kommunaler und industrieller Abwässer sowie der Entsorgung und Verwertung von Reststoffen, wie beispielsweise Klärschlamm, Rechengut oder Fettabscheiderinhalte.
Viermal jährlich erscheint die KA mit dem KA-Betriebs-Info als Beilage. Die tatsächlich verbreitete Auflage der KA beträgt 12.821 Exemplare (IVW IV. Quartal 2011).